# Tony Johannot
Antoine Johannot, más conocido como Tony Johannot (Offenbach del Meno, 9 de noviembre de 1803–París, 4 de agosto de 1852) fue un pintor y grabador francés. 

## Biografía

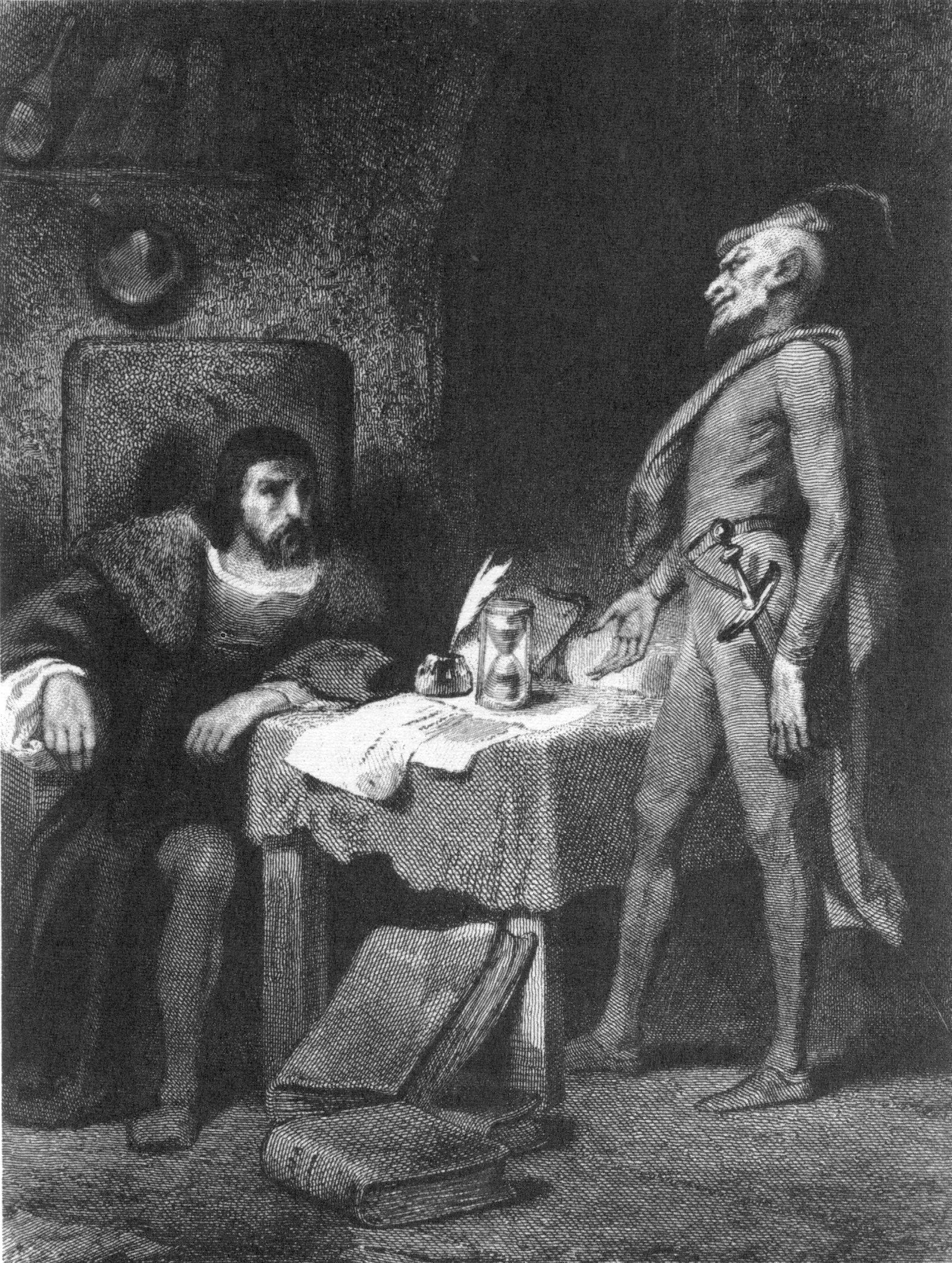
Fausto y Mefistófeles (1845-1847)

Hijo del pintor y grabador François Johannot, sus hermanos Charles y Alfred fueron también artistas. Tony fue el miembro más destacado de la familia. Fue uno de los mejores ilustradores de libros de su tiempo, de estilo romántico. Realizó algunos cuadros, sobre todo de historia, algunos de los cuales se conservan en el Palacio de Versalles, pero es más conocido por sus grabados e ilustraciones, unas 3000 estampas en 150 volúmenes.
Entre sus libros ilustrados se encuentran el El diablo cojuelo de Luis Vélez de Guevara, Don Quijote de Cervantes, el Werther y el Fausto de Goethe, las Canciones de Pierre-Jean de Béranger y los Cuentos de Charles Nodier, así como obras de Molière, George Sand, Alphonse de Lamartine, Walter Scott, el abate Prévost, etc.
También colaboró con la revista L'Artiste.
En ocasiones trabajó conjuntamente con sus hermanos, firmando Johannot Frères.